# 目標管理
目標管理（英語：Management by objectives，简称MBO）是1960年代末期之後迅速發展的企業管理理論之一，首先提出者為彼得·杜拉克。

## 簡介
近現代所指之目標管理是指上下級企業主管利用各級會議，設定企業重要目標，控制企業擴展成長速度及自我績效評核等技術。而最終目的在給予員工達到目標之後之滿足感。
第二次世界大战期间，美国麻省理工学院克尔特.李温博士（Dr. Kurt Lewin）观察到家庭主妇购买食物习惯：依照她们家庭需要及财务状况，设定目标有计划来购买。这启发他想出了“目标管理”的构思。他认为设定目标将成为日常生活的一部分，不但个人应有目标，整个组织机构亦应确立目标，有一定运作方向。这一理论后由管理大师彼得·杜拉克（Peter F. Drucker）极力倡导，在各类型组织机构中实施。
總而言之，目標管理是利用激勵與參與原則，使企業中各級人員能夠親自參與企業目標設定的過程，將個人的期望與企業目標相互結合，並透過自我管理與控制方式，建立各級員工或主管的責任心與榮譽感，其最終目的在促進企業績效提昇的一套管理系統。

## 参看
- 目标设定理论
- 關鍵績效指標
- SMART原則